# Championnats d'Europe de cross-country
Les championnats d'Europe de cross-country (en anglais: European Cross Country Championships) sont la compétition annuelle qui désigne les champions d'Europe de cross-country.
Les cross longs hommes et femmes seniors, moins de 23 ans ainsi que les cross hommes et femmes juniors sont récompensés individuellement et par équipes.
Les cross courts ne sont pas disputés lors des Championnats d'Europe de cross-country.
Depuis l'édition 2017, une épreuve de relais mixte est ajoutée chez les seniors.

## Éditions

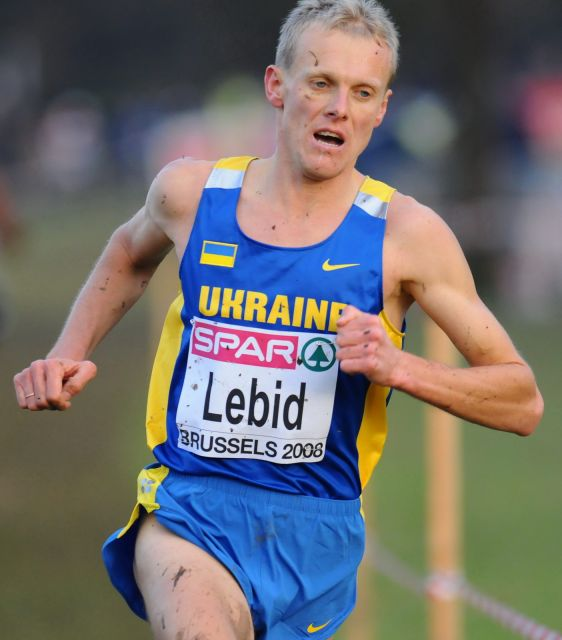
L'Ukrainien Serhiy Lebid remportant l'édition 2008

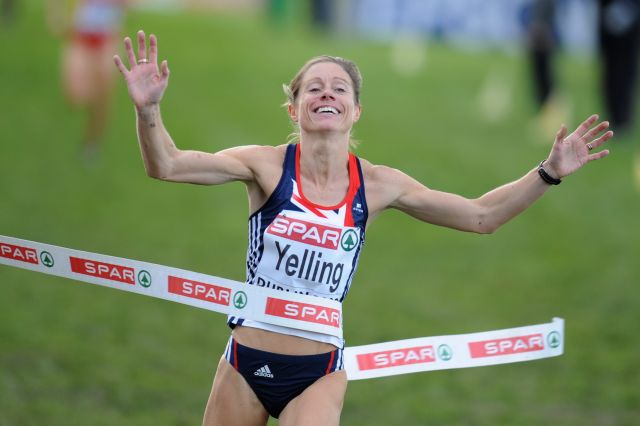
La Britannique Hayley Yelling remportant l'édition 2009

| Année | Ville                          | Pays                           |
| ----- | ------------------------------ | ------------------------------ |
| 1994  | Alnwick                        | Royaume-Uni                    |
| 1995  | Alnwick                        | Royaume-Uni                    |
| 1996  | Charleroi                      | Belgique                       |
| 1997  | Oeiras                         | Portugal                       |
| 1998  | Ferrare                        | Italie                         |
| 1999  | Velenje                        | Slovénie                       |
| 2000  | Malmö                          | Suède                          |
| 2001  | Thoune                         | Suisse                         |
| 2002  | Medulin                        | Croatie                        |
| 2003  | Édimbourg                      | Royaume-Uni                    |
| 2004  | Heringsdorf                    | Allemagne                      |
| 2005  | Tilbourg                       | Pays-Bas                       |
| 2006  | San Giorgio su Legnano         | Italie                         |
| 2007  | Toro                           | Espagne                        |
| 2008  | Bruxelles                      | Belgique                       |
| 2009  | Dublin                         | Irlande                        |
| 2010  | Albufeira                      | Portugal                       |
| 2011  | Velenje                        | Slovénie                       |
| 2012  | Budapest                       | Hongrie                        |
| 2013  | Belgrade                       | Serbie                         |
| 2014  | Samokov                        | Bulgarie                       |
| 2015  | Hyères                         | France                         |
| 2016  | Chia                           | Italie                         |
| 2017  | Šamorín                        | Slovaquie                      |
| 2018  | Tilbourg                       | Pays-Bas                       |
| 2019  | Lisbonne                       | Portugal                       |
| 2020  | Annulée (pandémie de Covid-19) | Annulée (pandémie de Covid-19) |
| 2021  | Dublin                         | Irlande                        |
| 2022  | Turin                          | Italie                         |
| 2023  | Bruxelles                      | Belgique                       |
| 2024  | Antalya                        | Turquie                        |
| 2025  | Lagoa                          | Portugal                       |

## Palmarès

### Épreuves individuelles
Hommes
Femmes

### Récapitulatif
| Année | Élite Hommes                                         | Élite Femmes                                         | Espoir Hommes                                        | Espoir Femmes                                        | Junior Hommes                                        | Junior Femmes                                        |
| ----- | ---------------------------------------------------- | ---------------------------------------------------- | ---------------------------------------------------- | ---------------------------------------------------- | ---------------------------------------------------- | ---------------------------------------------------- |
| 1994  | Paulo Guerra                                         | Catherina McKiernan                                  | —                                                    | —                                                    | —                                                    | —                                                    |
| 1995  | Paulo Guerra                                         | Annemari Sandell                                     | —                                                    | —                                                    | —                                                    | —                                                    |
| 1996  | Jon Brown                                            | Sara Wedlund                                         | —                                                    | —                                                    | —                                                    | —                                                    |
| 1997  | Carsten Jörgensen                                    | Joalsiae Llado                                       | —                                                    | —                                                    | Gert-Jan Liefers                                     | Sonja Stolić                                         |
| 1998  | Serhiy Lebid                                         | Paula Radcliffe                                      | —                                                    | —                                                    | Yousef El Nasri                                      | Katalin Szentgyörgyi                                 |
| 1999  | Paulo Guerra                                         | Anita Weyermann                                      | —                                                    | —                                                    | Hans Janssens                                        | Inês Monteiro                                        |
| 2000  | Paulo Guerra                                         | Katalin Szentgyörgyi                                 | —                                                    | —                                                    | Wolfram Müller                                       | Jéssica Augusto                                      |
| 2001  | Serhiy Lebid                                         | Yamna Belkacem                                       | —                                                    | —                                                    | Vasyl Matviychuk                                     | Elvan Abeylegesse                                    |
| 2002  | Serhiy Lebid                                         | Helena Javornik                                      | —                                                    | —                                                    | Yevgeniy Rybakov                                     | Charlotte Dale                                       |
| 2003  | Serhiy Lebid                                         | Paula Radcliffe                                      | —                                                    | —                                                    | Yevgeniy Rybakov                                     | Inna Poluškina                                       |
| 2004  | Serhiy Lebid                                         | Hayley Yelling                                       | —                                                    | —                                                    | Barnabás Bene                                        | Binnaz Uslu                                          |
| 2005  | Serhiy Lebid                                         | Lornah Kiplagat                                      | —                                                    | —                                                    | Barnabás Bene                                        | Ancuța Bobocel                                       |
| 2006  | Mohamed Farah                                        | Tetyana Holovchenko                                  | Barnabás Bene                                        | Binnaz Uslu                                          | Andrea Lalli                                         | Stephanie Twell                                      |
| 2007  | Serhiy Lebid                                         | Marta Domínguez                                      | Kemal Koyuncu                                        | Ancuța Bobocel                                       | Morhad Amdouni                                       | Stephanie Twell                                      |
| 2008  | Serhiy Lebid                                         | Hilda Kibet                                          | Andrea Lalli                                         | Susan Kuijken                                        | Florian Carvalho                                     | Stephanie Twell                                      |
| 2009  | Alemayehu Bezabeh                                    | Hayley Yelling                                       | Nouredine Smaïl                                      | Sultan Haydar                                        | Jeroen D'hoedt                                       | Karoline Bjerkeli Grøvdal                            |
| 2010  | Serhiy Lebid                                         | Jéssica Augusto                                      | Hassan Chahdi                                        | Meryem Erdoğan                                       | Abdelaziz Merzougui                                  | Charlotte Purdue                                     |
| 2011  | Atelaw Bekele                                        | Fionnuala Britton                                    | Florian Carvalho                                     | Emma Pallant                                         | Ilgizar Safiullin                                    | Emelia Gorecka                                       |
| 2012  | Andrea Lalli                                         | Fionnuala Britton                                    | Henrik Ingebrigtsen                                  | Jess Coulson                                         | Szymon Kulka                                         | Amela Terzić                                         |
| 2013  | Alemayehu Bezabeh                                    | Sophie Duarte                                        | Pieter-Jan Hannes                                    | Sifan Hassan                                         | Ali Kaya                                             | Emelia Gorecka                                       |
| 2014  | Polat Kemboi Arikan                                  | Gemma Steel                                          | Ilgizar Safiullin                                    | Rhona Auckland                                       | Yemaneberhan Crippa                                  | Emine Hatun Tuna                                     |
| 2015  | Ali Kaya                                             | Sifan Hassan                                         | Jonathan Davies                                      | Louise Carton                                        | Yemaneberhan Crippa                                  | Konstanze Klosterhalfen                              |
| 2016  | Aras Kaya                                            | Yasemin Can                                          | Isaac Kimeli                                         | Sofia Ennaoui                                        | Jakob Ingebrigtsen                                   | Konstanze Klosterhalfen                              |
| 2017  | Kaan Kigen Özbilen                                   | Yasemin Can                                          | Jimmy Gressier                                       | Alina Reh                                            | Jakob Ingebrigtsen                                   | Harriet Knowles-Jones                                |
| 2018  | Filip Ingebrigtsen                                   | Yasemin Can                                          | Jimmy Gressier                                       | Anna Emilie Møller                                   | Jakob Ingebrigtsen                                   | Nadia Battocletti                                    |
| 2019  | Robel Fsiha                                          | Yasemin Can                                          | Jimmy Gressier                                       | Anna Emilie Møller                                   | Jakob Ingebrigtsen                                   | Nadia Battocletti                                    |
| 2020  | Édition annulée en raison de la pandémie de Covid-19 | Édition annulée en raison de la pandémie de Covid-19 | Édition annulée en raison de la pandémie de Covid-19 | Édition annulée en raison de la pandémie de Covid-19 | Édition annulée en raison de la pandémie de Covid-19 | Édition annulée en raison de la pandémie de Covid-19 |
| 2021  | Jakob Ingebrigtsen                                   | Karoline Bjerkeli Grøvdal                            | Charles Hicks                                        | Nadia Battocletti                                    | Axel Vang Christensen                                | Megan Keith                                          |
| 2022  | Jakob Ingebrigtsen                                   | Karoline Bjerkeli Grøvdal                            | Charles Hicks                                        | Nadia Battocletti                                    | Will Barnicoat                                       | María Forero                                         |
| 2023  | Yann Schrub                                          | Karoline Bjerkeli Grøvdal                            | Will Barnicoat                                       | Megan Keith                                          | Axel Vang Christensen                                | Innes Fitzgerald                                     |
| 2024  | Jakob Ingebrigtsen                                   | Nadia Battocletti                                    | Will Barnicoat                                       | Phoebe Anderson                                      | Niels Laros                                          | Innes Fitzgerald                                     |

### Relais mixte
L'ordre du relais imposé par l'organisateur pour chacune des éditions est le suivant :
- 2017, 2019, 2021 : Femme — Homme — Femme — Homme
- 2018, 2022 : Homme — Femme — Homme — Femme

| Année | Or                                                                       | Argent                                                                                | Bronze                                                                 |
| ----- | ------------------------------------------------------------------------ | ------------------------------------------------------------------------------------- | ---------------------------------------------------------------------- |
| 2017  | Royaume-Uni Melissa Courtney Cameron Boyek Sarah McDonald Tom Marshall   | République tchèque Simona Vrzalová Filip Sasínek Kristiina Mäki Jakub Holuša          | Espagne Solange Pereira Víctor Ruiz Esther Guerrero Jesús Gómez        |
| 2018  | Espagne Saúl Ordóñez Esther Guerrero Víctor Ruiz Solange Andreia Pereira | France Alexis Miellet Rénelle Lamote Mahiedine Mekhissi-Benabbad Johanna Geyer-Carles | Biélorussie Artsiom Lohish Ilona Ivanau Siarhei Platonau Volha Nemahai |
| 2019  | Royaume-Uni Sarah McDonald James McMurray Alexandra Bell Jonny Davies    | Biélorussie Katsiaryna Karneyenka Artsiom Kalachou Volha Nemahai Siarhei Platonau     | France Aurore Fleury Yani Khelaf Sandra Beuvière Alexis Miellet        |
| 2020  | Édition annulée en raison de la pandémie de Covid-19                     | Édition annulée en raison de la pandémie de Covid-19                                  | Édition annulée en raison de la pandémie de Covid-19                   |
| 2021  | Royaume-Uni Hannah Nuttall Luke Duffy Alexandra Bell Benjamin West       | France Aurore Fleury Azeddine Habz Alexa Lemitre Alexis Miellet                       | Belgique Élise Vanderelst Ruben Verheyden Vanessa Scaunet Stijn Baeten |
| 2022  | Italie Pietro Arese Federica Del Buono Yassin Bouih Gaia Sabbatini       | Espagne Jesús Gómez Solange Andreia Pereira Adrián Ben Rosalía Tarraga                | France Romain Mornet Charlotte Mouchet Azeddine Habz Anaïs Bourgoin    |

## Records de titres
| Athlète            | Titres | De   | À    |
| ------------------ | ------ | ---- | ---- |
| Serhiy Lebid       | 9      | 1998 | 2010 |
| Paulo Guerra       | 4      | 1994 | 2000 |
| Jakob Ingebrigtsen | 3      | 2021 | 2024 |
| Alemayehu Bezabeh  | 2      | 2009 | 2013 |

| Athlète                   | Titres | De   | À    |
| ------------------------- | ------ | ---- | ---- |
| Yasemin Can               | 4      | 2016 | 2019 |
| Karoline Bjerkeli Grøvdal | 3      | 2021 | 2023 |
| Paula Radcliffe           | 2      | 1998 | 2003 |
| Hayley Yelling            | 2      | 2004 | 2009 |
| Fionnuala Britton         | 2      | 2011 | 2012 |

### Relais mixte
| Athlète     | Titres | De   | À    |
| ----------- | ------ | ---- | ---- |
| Royaume-Uni | 3      | 2017 | 2021 |

## Tableau des médailles
Mis à jour après 2023, en incluant les classements par équipes pour chaque catégorie & le relais mixte.
| #                  | Pays               | Médaille d'or, Europe | Médaille d'argent, Europe | Médaille de bronze, Europe | Total |
| ------------------ | ------------------ | --------------------- | ------------------------- | -------------------------- | ----- |
| 1                  | Royaume-Uni        | 22                    | 23                        | 17                         | 62    |
| 2                  | France             | 17                    | 17                        | 16                         | 50    |
| 3                  | Portugal           | 16                    | 16                        | 16                         | 48    |
| 4                  | Espagne            | 14                    | 22                        | 19                         | 55    |
| 5                  | Turquie            | 12                    | 08                        | 04                         | 24    |
| 6                  | Ukraine            | 10                    | 01                        | 03                         | 14    |
| 7                  | Norvège            | 06                    | 02                        | 06                         | 14    |
| 8                  | Irlande            | 04                    | 02                        | 04                         | 10    |
| 9                  | Pays-Bas           | 04                    | 02                        | 02                         | 08    |
| 10                 | Italie             | 03                    | 03                        | 06                         | 12    |
| 11                 | Russie             | 03                    | 03                        | 01                         | 07    |
| 12                 | Suède              | 02                    | 05                        | 05                         | 12    |
| 13                 | Belgique           | 02                    | 04                        | 06                         | 12    |
| 14                 | Roumanie           | 01                    | 06                        | 03                         | 10    |
| 15                 | Allemagne          | 01                    | 03                        | 05                         | 09    |
| 16                 | Finlande           | 01                    | 01                        | 01                         | 03    |
| 17                 | Suisse             | 01                    | 01                        | 0                          | 02    |
| 18                 | Hongrie            | 01                    | 0                         | 01                         | 02    |
| 19                 | Danemark           | 01                    | 0                         | 0                          | 01    |
| 19                 | Slovénie           | 01                    | 0                         | 0                          | 01    |
| 21                 | Biélorussie        | 0                     | 01                        | 01                         | 02    |
| 21                 | Pologne            | 0                     | 01                        | 01                         | 02    |
| 23                 | Rép. tchèque       | 0                     | 01                        | 0                          | 01    |
| 24                 | Serbie A           | 0                     | 0                         | 05                         | 05    |
| Total (24 nations) | Total (24 nations) | 122                   | 122                       | 122                        | 366   |

A :  Les médailles de la Serbie incluent celles de la Serbie-et-Monténégro.
| #                  | Pays               | Médaille d'or, Europe | Médaille d'argent, Europe | Médaille de bronze, Europe | Total |
| ------------------ | ------------------ | --------------------- | ------------------------- | -------------------------- | ----- |
| 1                  | Royaume-Uni        | 83                    | 57                        | 50                         | 190   |
| 2                  | France             | 36                    | 35                        | 35                         | 106   |
| 3                  | Espagne            | 22                    | 33                        | 30                         | 85    |
| 4                  | Turquie            | 22                    | 12                        | 15                         | 49    |
| 5                  | Portugal           | 19                    | 22                        | 20                         | 61    |
| 6                  | Russie             | 17                    | 24                        | 16                         | 57    |
| 7                  | Italie             | 15                    | 11                        | 16                         | 42    |
| 8                  | Norvège            | 13                    | 09                        | 09                         | 31    |
| 9                  | Ukraine            | 11                    | 03                        | 06                         | 20    |
| 10                 | Allemagne          | 09                    | 15                        | 23                         | 47    |
| 11                 | Pays-Bas           | 08                    | 07                        | 05                         | 20    |
| 12                 | Irlande            | 07                    | 09                        | 11                         | 27    |
| 13                 | Belgique           | 07                    | 09                        | 10                         | 26    |
| 14                 | Danemark           | 05                    | 02                        | 02                         | 09    |
| 15                 | Hongrie            | 05                    | 01                        | 01                         | 07    |
| 16                 | Roumanie           | 04                    | 11                        | 11                         | 26    |
| 17                 | Pologne            | 03                    | 05                        | 04                         | 12    |
| 18                 | Serbie A           | 02                    | 08                        | 12                         | 22    |
| 19                 | Suède              | 02                    | 07                        | 09                         | 18    |
| 20                 | Suisse             | 01                    | 04                        | 0                          | 05    |
| 21                 | Finlande           | 01                    | 02                        | 04                         | 07    |
| 22                 | Slovénie           | 01                    | 02                        | 01                         | 04    |
| 23                 | Lettonie           | 01                    | 0                         | 0                          | 01    |
| 24                 | Bulgarie           | 0                     | 03                        | 0                          | 03    |
| 25                 | Biélorussie        | 0                     | 01                        | 01                         | 02    |
| 25                 | Autriche           | 0                     | 01                        | 01                         | 02    |
| 27                 | Rép. tchèque       | 0                     | 01                        | 0                          | 01    |
| 28                 | Luxembourg         | 0                     | 0                         | 01                         | 01    |
| 28                 | Israël             | 0                     | 0                         | 01                         | 01    |
| Total (29 nations) | Total (29 nations) | 294                   | 294                       | 294                        | 882   |

A :  Les médailles de la Serbie incluent celles de la Serbie-et-Monténégro.